# Der dritte Nagel
Der dritte Nagel ist ein 1981 erschienener Sammelband mit fünf Erzählungen von Hermann Kant.

## Inhalt

### Frau Persokeit hat grüßen lassen
Der Vater des Erzählers kann seine Schulden an die wohlhabende Frau Persokeit nicht aufbringen und bettelt bei seinen Nachbarn. Als er erfolglos nach Hause zurückkehrt, findet er dort die Titelperson vor, die zwecks der Geldeinnahme vorbeigekommen, aber während dessen infolge eines Infarkts verstorben ist. Die Nachbarn, denen die Tote ebenfalls bekannt war, drängen nun in die kleine Wohnung, um sich selbst zu überzeugen. Da sie bemerken, dass Frau Persokeits Geldbörse untypischerweise leer ist, befürchten sie, es könnte der Verdacht auf einen Raubmord aufkommen. Der Vater des Erzählers bittet die Umstehenden nun um Geld, wobei jeder ein wenig beisteuern möchte, doch weil dadurch erneut Schulden auflaufen würden und es ebenfalls wie ein Raub aussähe, wenn man in Anwesenheit der reichen Verstorbenen Geld verteilt, gibt er die geliehenen Beträge letztlich wieder zurück.

### Vakanz
Der von sich eingenommene Hobbyautor Helmut Neumann schreibt unter dem Pseudonym Haakon Smallfleeth wenig erwähnenswerte Werke, in Verbindung mit der Ablehnung durch einen Verlag erhält er das Angebot, zum 190. Geburtstag Adelbert von Chamissos ein Essay zu schreiben. Neumann vermutet dahinter  eher Interesse an sich selbst als an Chamisso, an der Realisierung hindert ihn aber seine Unkenntnis über das betreffende Datum. Da er sein Universallexikon bei der Scheidung seiner Exfrau überlassen musste und auch im Literaturkalender keinen Eintrag findet, wendet er sich hintergründig, aber erfolglos an den für den Almanach zuständigen Verlag. Zugleich weist er auf die Vakanz am 26. September hin, woraufhin ihm der Chefredakteur anbietet, seinen Namen aufzunehmen, wenn er an einem 26. September sterben sollte.

### Der dritte Nagel
Der Buchhalter Herr Farßmann ist geradezu süchtig nach den köstlichen Brötchen des Bäckermeisters Schwint, doch um regelmäßig welche zu ergattern, muss er sich frühzeitig und lange anstellen und zudem fortwährend um das Wohlwollen des Bäckers bemühen. Da macht ihm dieser, der ihn fälschlich für einen Buchhändler hält, unverhofft ein Angebot: Im Hof gibt es drei Nägel, an denen auserwählte Kunden ihre Brötchenbeutel ohne Wartezeit und sonstige Umstände vorfinden. Neben dem Zahnarzt und dem Automechaniker könnte Farßmann der Dritte sein, wenn er das erotische Buch Jin Ping Mei besorgt. Farßmann lässt den Meister in seinem Irrtum, da er tatsächlich einen Besitzer dieses Buches kennt, der aber eine ähnlich rare Ware im Tausch verlangt, die Farßmann zwar ebenfalls zu beschaffen vermag, was jedoch wiederum eine Gegenleistung erfordert, und so weiter. Leider hat Farßmann selbst nichts Begehrenswertes in den Tauschreigen einzubringen, sein einziger Trumpf ist das verheißene Brötchenprivileg. So muss er sich am Ende doch wieder in die Warteschlange einreihen, während alle anderen Beteiligten das Gewünschte erhalten haben und sich an den Brötchen vom dritten Nagel nunmehr ein Mann labt, der über die Zuteilung privater Telefonanschlüsse gebietet. Farßmann bleibt nur die kleine fiese Rache, dem arroganten Telefonmenschen einen heuchlerischen Tipp mitzugeben, der ihm hoffentlich zum Verhängnis wird.

### Entscheidende Wendungen
Der Verkaufsdirektor Axel Erdmann besucht eine Messe in Lyon. Am Abend vor seiner Abreise wird er im Hotelzimmer von Geräuschen aus seinem Schrank gestört und kann nicht einschlafen. Da sich in dem Möbelstück selbst nichts finden lässt, vermutet er die Lärmquelle im Nachbarzimmer. Der peinliche Gedanke, fremde Leute unfreiwillig zu belauschen, hält ihn aber davon ab, um Ruhe zu bitten. Die Lautstärke verwundert Erdmann jedoch und er vermutet, hinter dem Schrank befände sich keine richtige Wand. Am nächsten Morgen löst er mit Gewalt die Hinterwand des Schranken und erblickt dahinter Heizungsrohre, von denen letztlich die Geräusche ausgingen.

### Schöne Elise
Ein Major der Kriminalpolizei wird infolge eines Infarkts in den vorzeitigen Ruhestand versetzt und schreibt seinem Nachfolger neben dem Übergabeprotokoll einen Brief über eine merkwürdige Begebenheit: Eines Nachts gab ein NVA-Angehöriger eine Vermisstenanzeige bzgl. einer jungen Frau auf, die er im Zug kennenlernte, danach aber nie wieder sah. Da kein wirklicher Grund zu Ermittlungen vorliegt, recherchiert der Polizist aus persönlichem Interesse, findet aber lediglich heraus, dass die junge Frau Elise heißt und nach Ansicht aller von ihm Befragten schön sei, obwohl keiner sie im Detail beschreiben kann. Außerdem hatte sie mehrere Arbeitsstellen gekündigt, nachdem sich dort jedes Mal ein Unfall ereignete und sie sich stets überreden ließ, die Schuld dafür auf sich zu nehmen.

## Veröffentlichungen
Das Buch erschien erstmals 1981 beim Verlag Rütten & Loening in Berlin und erfuhr dort in den nächsten vier Jahren noch drei weitere Auflagen. 1984 erschien die Sammlung außerdem im Rahmen des Buchclub 65 und 1989 in der Deutschen Zentralbücherei für Blinde. In der BRD wurde die Sammlung in vier Auflagen von 1982 bis 1988 durch den Luchterhand Literaturverlag herausgegeben. 1985 und 2001 erschienen außerdem deutschsprachige Hörbuchfassungen.
1984 publizierte der Prager Verlag Odeon eine tschechische Version unter dem Titel Třetí hřebík, die auch weitere Geschichten Kants enthielt. Im darauffolgenden Jahr erschien beim Verlag Narodna Kultura in Sofia unter dem Titel Krasivata Elize eine bulgarische Fassung, die im Gegensatz zur deutschen neben Der dritte Nagel und Schöne Elise lediglich die Geschichte Zu den Unterlagen enthielt. Die Titelgeschichte wurde 2009 außerdem in einer französischen Übersetzung als Parfois les brötchen croquent sous la dent veröffentlicht.
Der Charakter Herr Farßmann, Hauptfigur in Der dritte Nagel, taucht auch in Kants Erzählungen PLEXA, Märkers Freude, Das Wesen des L., Bronzezeit und Die Sache Osbar auf. Die sechs Geschichten wurden 1989 in dem Sammelband Herrn Farßmanns Erzählungen vereint und bildeten, mit Ausnahme von Märkers Freude, die Grundlage für den Film Farßmann oder Zu Fuß in die Sackgasse.